# Афанасьева, Татьяна Васильевна
Татьяна Васильевна Афанасьева (род. 1946) — советский и российский художник в области декоративно-прикладного искусства. Член Союза художников СССР (с 1981). Почётный член РАХ (2014). Заслуженный художник Российской Федерации (2010).

## Биография
Родился 18 июня 1946 года в Ленинграде.
С 1962 по 1966 год обучалась в Ленинградском архитектурно-строительном техникуме. 1970 по 1975 год обучалась в Ленинградском высшем художественно-промышленном училище имени В. И. Мухиной. С 1975 года работает художником по фарфору на Императорском фарфоровом заводе.
В 1988 году проходила стажировку в Германии на Мейсенской фарфоровой мануфактуре. 
Наиболее известные художественные произведения Т. В. Афанасьевой в области декоративно-прикладного искусства: сервизы «Мансарда» (1979), «Земля» (1987), «Гипербола» (1990), «Осенняя грусть» (1992), «Невеста» (1997), «Золотой орел» (1997), «Осколки зеркала» (1996—1998), «Калейдоскоп» и «Арлекин» (1999), «Сальвадор» (2000), «Ковчег» (2001), «Сон в белую ночь» (2003), «Нефть» (2004), серии расписных тарелок и блюд «Рождение миров»  «Ковчег» и  «Сатурн» (2000). С 1975 года  Т. В. Афанасьева была участником всероссийских, зарубежных и персональных выставок, в том числе в Государственном Эрмитаже (2001, 2004, 2005, 2007, 2008, 2009, 2011), Российском этнографическом музее (2009), Государственном музее А. С. Пушкина и Центрального музея Вооруженных Сил (2010), в Государственном музее истории Санкт-Петербурга,  Императорском фарфоровом заводе и Литовском художественном музее (2012).
Художественные произведения Т. В. Афанасьевой находятся в музеях России и мира, в том числе в Всероссийском музее декоративно-прикладного и народного искусства,
Государственном Эрмитаже, Государственном историческом музее, Государственном музее истории Санкт-Петербурга, Государственной Русском музее, в галереях РАХ.
С 1981 года Т. В. Афанасьева была избрана членом Союза художников СССР.  В 2014 году ей было присвоено почётное звание — Почётный член РАХ.
15 февраля 2010 года Указом Президента России «За заслуги в области искусства» Т. В. Афанасьевой было присвоено почётное звание Заслуженный художник Российской Федерации.

## Награды
- Орден Дружбы (27.11.2018)[5]
- Заслуженный художник Российской Федерации (2010)[4]
- Серебряная медаль Российской Академии художеств (2002)